# Services vétérinaires en France
 (janvier 2025).
 (juin 2024).
La mise en forme du texte ne suit pas les recommandations de Wikipédia : il faut le « wikifier ».
Les points d'amélioration suivants sont les cas les plus fréquents. Le détail des points à revoir est peut-être précisé sur la page de discussion.
- Les titres sont pré-formatés par le logiciel. Ils ne sont ni en capitales, ni en gras.
- Le texte ne doit pas être écrit en capitales (les noms de famille non plus), ni en gras, ni en italique, ni en « petit »…
- Le gras n'est utilisé que pour surligner le titre de l'article dans l'introduction, une seule fois.
- L'italique est rarement utilisé : mots en langue étrangère, titres d'œuvres, noms de bateaux, etc.
- Les citations ne sont pas en italique mais en corps de texte normal. Elles sont entourées par des guillemets français : « et ».
- Les listes à puces sont à éviter, des paragraphes rédigés étant largement préférés. Les tableaux sont à réserver à la présentation de données structurées (résultats, etc.).
- Les appels de note de bas de page (petits chiffres en exposant, introduits par l'outil «  Source ») sont à placer entre la fin de phrase et le point final[comme ça].
- Les liens internes (vers d'autres articles de Wikipédia) sont à choisir avec parcimonie. Créez des liens vers des articles approfondissant le sujet. Les termes génériques sans rapport avec le sujet sont à éviter, ainsi que les répétitions de liens vers un même terme.
- Les liens externes sont à placer uniquement dans une section « Liens externes », à la fin de l'article. Ces liens sont à choisir avec parcimonie suivant les règles définies. Si un lien sert de source à l'article, son insertion dans le texte est à faire par les notes de bas de page.
- La présentation des références doit suivre les conventions bibliographiques. Il est recommandé d'utiliser les modèles {{Ouvrage}}, {{Chapitre}}, {{Article}}, {{Lien web}} et/ou {{Bibliographie}}. Le mode d'édition visuel peut mettre en forme automatiquement les références.
- Insérer une infobox (cadre d'informations à droite) n'est pas obligatoire pour parachever la mise en page.

Pour une aide détaillée, merci de consulter Aide:Wikification.
Si vous pensez que ces points ont été résolus, vous pouvez retirer ce bandeau et améliorer la mise en forme d'un autre article.
Les Services vétérinaires en France regroupent l'ensemble des acteurs, publics ou privés, qui œuvrent dans le domaine de la lutte contre les maladies animales et l'inspection sanitaire.

## Histoire

### De la création des écoles vétérinaires aux années 1960
Source : Conseil général vétérinaire, Histoire des services vétérinaires français, Paris, Conseil général vétérinaire, 1er novembre 2006, 477p (ISBN 2-00-271101-1)

#### La lutte contre les maladies animales
Source : 
Tout au long du XVIIIe siècle, de graves épizooties de peste bovine sévissent régulièrement sur le territoire français. L’épizootie apparue en 1743 ravage pendant plusieurs années l’élevage bovin, causant la disparition de la moitié du cheptel. C’est dans ce contexte que Louis XV signe le 4 août 1761 le décret portant création de l’École royale vétérinaire de Lyon, première école vétérinaire du monde, sur les conseils d’Henri Bertin, contrôleur général des finances et grand ami de Claude Bourgelat, initiateur de cette idée.
Malgré la création de l’école vétérinaire de Lyon puis de celle d’Alfort en 1765, l’efficacité des mesures de lutte contre les maladies animales reste très limitée. Ces difficultés s’expliquent par de nombreux facteurs : connaissances scientifiques insuffisantes, faible nombre de vétérinaires sur le terrain à l’inverse des charlatans et empiriques, manque de moyens financiers, organisation déficiente, etc.
La création de l’administration préfectorale en 1800, sous l’impulsion du Premier consul Bonaparte, donne les bases d’une fonction publique efficace. La déconcentration des décisions à l’échelon départemental assure en effet une réactivité qui faisait défaut auparavant.
La faiblesse de l’action sanitaire à l’égard de la protection du cheptel, particulièrement désastreuse pendant la campagne de Russie, conduit Napoléon Ier à exiger des autorités civiles et militaires de faire appel aux compétences de vétérinaires diplômés. De plus, un vétérinaire sanitaire référent est nommé dans chaque département pour remplir la fonction de conseiller du préfet. Le décret du 15 janvier 1813 constitue ainsi une première ébauche de services vétérinaires départementaux. Il est également à l’origine du concept de vétérinaire sanitaire, notion spécifique à la France, qui fait encore aujourd’hui des vétérinaires praticiens le bras armé de l’État pour les mesures de santé publique vétérinaire auprès de l’ensemble des détenteurs d’animaux.
La loi du 21 juillet 1881 sur la police sanitaire des animaux est une autre étape importante de l’organisation des services vétérinaires. Cette loi, concomitante de la création du ministère de l’Agriculture par Gambetta, organise le contrôle sanitaire aux frontières et met en place un service des épizooties dans chaque département. Les frais de ce service ne sont pas intégrés au budget de l’État, mais font partie des dépenses obligatoires mis à la charge des budgets départementaux.
Le dispositif reste cependant fragile, et les difficultés rencontrées dans la lutte contre les maladies contagieuses des animaux (notamment à l’égard de la fièvre aphteuse) font dire à Emmanuel Leclainche, professeur de pathologie des maladies contagieuses : « Il faut, en pareille matière, une unité de vues, une rapidité d’action qui exigent une direction unique pour tout un pays. »
La loi du 12 janvier 1909 permet de structurer l’organisation sanitaire vétérinaire sur l’ensemble du pays avec :
- Un seul chef de service au niveau central (ce poste sera occupé dès 1912 par Emmanuel Leclainche, qui sera le fondateur et premier directeur général de l'Office international des épizooties (OIE) en 1924,
- Un vétérinaire départemental, qui prendra rapidement le nom de Directeur départemental des services vétérinaires,
- Des vétérinaires sanitaires, qui sont des vétérinaires praticiens chargés par le préfet de l’exécution des mesures de prophylaxie et de police au sein de leur clientèle.

#### L’inspection sanitaire[2]
Auparavant assurée par des corps de métiers dépourvus de formation spécifique (souvent issus de la corporation des bouchers), « l’inspection de salubrité des comestibles » est confiée aux maires par la loi municipale de 1884. Ces derniers mettent progressivement en place un service vétérinaire d’inspection sanitaire. Les vétérinaires deviennent responsables de l’inspection sanitaire des animaux menés à l’abattoir ainsi que de l’inspection de la salubrité des viandes.
Théoriquement chargé de l’encadrement de l’activité des vétérinaires municipaux, le directeur départemental des services vétérinaires se trouve en réalité dans l’impossibilité de remplir cette mission. Cette situation conduit à une grande disparité des services vétérinaires municipaux et à des demandes récurrentes de réorganisation de cette inspection.
Le service vétérinaire sanitaire de Paris et du département de la Seine, rattaché à la Préfecture de Police, connaît un grand prestige.

### Des années 1960 à aujourd'hui[1]
Au début des années 1960, le développement des services vétérinaires connaît une véritable accélération, liée notamment aux discussions dans le cadre de la loi d’orientation agricole de 1960 ainsi qu’à l’émergence de la politique agricole commune en 1962. L’utilité de l’action sanitaire, longtemps proclamée par les services vétérinaires, est reconnue indispensable, notamment par les acteurs des marchés et des différentes filières.
Le corps des vétérinaires inspecteurs, créé en 1962, regroupe sous un même statut l’ensemble des vétérinaires d’État exerçant en métropole ou de retour des colonies pour donner suite aux mouvements d’indépendance.
La loi du 8 juillet 1965 « relative aux conditions nécessaires à la modernisation du marché de la viande » conduit à l’étatisation des services municipaux d’inspection des denrées d’origine animale au sein du ministère de l’Agriculture. Les vétérinaires de la Seine ainsi que l’ensemble des vétérinaires municipaux sont intégrés en 1968 au corps des vétérinaires inspecteurs.
La création d’un service d’État d’hygiène alimentaire constituera désormais un atout important dans les négociations préalables aux décisions communautaires afin d’éliminer les obstacles sanitaires à la libre circulation des denrées.
À partir du 1er janvier 1968, les Directions départementales des services vétérinaires regroupent les services départementaux des épizooties ainsi que les anciens services municipaux d’inspection, permettant ainsi la mise en place progressive d’une approche globale des enjeux sanitaires « du champ à l’assiette du consommateur ».
Les compétences techniques des services vétérinaires interviennent ainsi dans le champ économique, politique et social, avec l’émergence d’exigences croissantes des consommateurs en matière d’hygiène et de qualité des aliments à partir des années 1970.
En 1986, est décidée la création de la direction générale de l’alimentation (DGAL) au sein du ministère de l’Agriculture, qui succède à la direction de la qualité (DQ), elle-même remplaçant la direction des services vétérinaires (DSV).
En 1996, la première crise de « la vache folle » réaffirme la nécessité de donner aux préoccupations de santé publique la place prioritaire qu’elles méritent et remet en cause celle qui était accordée à l’économie.
Le corps des inspecteurs de la santé publique vétérinaire est créé en 2002 (décret 2002-262 du 22 février 2002) ; il se substitue au corps des vétérinaires-inspecteurs.
Le statut des ISPV est modifié en 2017 (décret 2017-607 du 21 avril 2017) ; les ISPV deviennent alors les inspecteurs de santé publique vétérinaire.
Actuellement, les inspecteurs de santé publique vétérinaire assurent la plus grande partie de l’encadrement des services vétérinaires, qui sont constitués d’ingénieurs, de techniciens supérieurs, de préposés et de personnels administratifs.
Leur profil et leurs métiers ont évolué, l’expérience de praticien vétérinaire et un apprentissage à l’abattoir n’est plus indispensable. La formation des ISPV les conduits, tout en affirmant le caractère technique du cœur de métier, à être également des cadres supérieurs de la fonction publique, à vocation interministérielle. Des non-vétérinaires peuvent ainsi accéder à ce corps.
Les préoccupations économiques et sociétales ont participé à la construction progressive des services vétérinaires français dans le but de prévenir et de lutter contre les crises sanitaires et de réduire la prévalence des maladies animales récurrentes. La situation actuelle, favorable sur le plan sanitaire, est le résultat d’une action continue ayant pour objectifs la maîtrise des maladies animales, une alimentation sûre, de qualité et durable ainsi que la protection de la santé humaine et de l’environnement, dans un contexte socio-économique en constante évolution.

## Récapitulatif de dates-clés[1],[2]
- 1er mars 1811 : nomination du premier vétérinaire inspecteur des viandes par le maire de Draguignan (Var).
- Décret impérial du 15 janvier 1813 : mise en place de l'organisation vétérinaire départementale (vétérinaire conseiller du Préfet pour la prophylaxie des maladies épizootiques).
- 24 mai 1876 : création du Comité consultatif des épizooties.
- Loi du 21 juillet 1881 : création d'un Service des épizooties dans chaque département et du Service d'inspection vétérinaire aux frontières (constitué de vétérinaires inspecteurs aux frontières), premier service vétérinaire de l’État.
- Décret du 14 novembre 1881 : création par L.Gambetta du Ministère de l'agriculture (depuis 1831 l'agriculture était liée au commerce).
- Loi du 5 avril 1884 : organisation par les maires de l'inspection sanitaire des marchés, abattoirs et clos d'équarrissage et de l'inspection de salubrité des viandes.
- 1893 : création du Service vétérinaire de Paris et du département de la Seine (fusion du service des épizooties et de l'inspection sanitaire et de salubrité).
- 1897 : création de l'Inspection centrale des services départementaux des épizooties.
- 1901 : création du Laboratoire de recherche sur les maladies infectieuses des animaux à l’École vétérinaire d'Alfort.
- 1907 : création de l'Inspection sanitaire des animaux et des viandes à la frontière.
- Loi du 12 janvier 1909 : fonctions du vétérinaire départemental (nomination après concours avec interdiction d'exercer un autre emploi, public ou privé).
- Décret du 28 novembre 1911 : fusion de l'Inspection centrale des services départementaux des épizooties et de l'Inspection sanitaire des animaux et des viandes à la frontière ; le poste d'inspecteur général chargé des fonctions de chef de service est confié en 1912 à E. Leclainche, également inspecteur général des écoles vétérinaires (auparavant les affaires vétérinaires étaient suivies au niveau central par le 2eme Bureau de la Direction de l'agriculture).
- Décret du 12 septembre 1912 : rattachement du Laboratoire de recherche sur les maladies infectieuses des animaux au Service vétérinaire du Ministère de l'agriculture.
- Décret du 21 mai 1919 : nomination de E. Leclainche comme adjoint au Directeur des services sanitaires et scientifiques et de la répression des fraudes et chef du Service vétérinaire.
- Loi du 6 octobre 1919 et décret du 18 octobre 1919 : étatisation des Directeurs des services vétérinaires départementaux.
- 1928 : création de l'Institut de médecine vétérinaire exotique (IMVE) placé sous la tutelle du Ministère des colonies, chargé de la formation des vétérinaires inspecteurs pour l'Afrique subsaharienne et le Madagascar et des vétérinaires inspecteurs pour l'Indochine, qui devient en 1948  l'IEMVT, Institut d'élevage et de médecine vétérinaire des pays tropicaux.
- Décret du 5 juillet 1929 : rattachement du Service vétérinaire à la Direction des haras du Ministère de l'agriculture ; le Laboratoire national des services vétérinaires reste placé sous la tutelle de la Direction des services sanitaires et scientifiques et de la répression des fraudes.
- Loi du 7 juillet 1933 : prophylaxie de la tuberculose bovine et contrôle de la salubrité des viandes.
- Acte du 20 juillet 1944 : création du cadre des vétérinaires sanitaires d’État.
- Décret du 16 mai 1952 : statut des vétérinaires sanitaires d’État, des Directeurs des services vétérinaires et des Inspecteurs généraux des services vétérinaires.
- Décret du 19 décembre 1956 : le chef du Service vétérinaire relève directement du Ministre de l'agriculture.
- Octobre 1958 : les vétérinaires inspecteurs de l'élevage et des industries animales de la France d'Outre-mer sont placés en détachement auprès du Ministère chargé de la coopération.
- 1959 : le Service vétérinaire est rattaché au Directeur des actions techniques du Ministère de l'agriculture.
- 1961 : le Service vétérinaire est rattaché au Directeur de la production et des marchés du Ministère de l'agriculture.
- Décret du 26 novembre 1962 : statut du corps des vétérinaires inspecteurs du Ministère de l'agriculture.
- Loi du 8 juillet 1965 : étatisation des services municipaux d'inspection sanitaire et qualitative des denrées d'origine animale.
- Décret du 30 mars 1967 : création au sein du Service vétérinaire du Ministère de l'agriculture de deux divisions, l'une de la santé animale et l'autre de l'inspection sanitaire et qualitative des denrées d'origine animale.
- Décret du 21 décembre 1967 : intégration des vétérinaires municipaux et des vétérinaires inspecteurs de la Seine dans le corps des vétérinaires inspecteurs du ministère de l'Agriculture et création du corps des préposé sanitaires des services vétérinaires.
- 1968 : création de la Direction des services vétérinaires au ministère de l'Agriculture et des directions départementales des services vétérinaires (DDSV) qui regroupent les services départementaux des épizooties et les anciens services municipaux d'inspection sanitaire.
- 1969 : création du Centre national de formation et de perfectionnement des préposés sanitaires devenu en 1976 le Centre national de formation des techniciens des services vétérinaires (CNFTSV), qui donnera naissance en 1997 à l'Institut national de formation des personnels du ministère de l'agriculture (Infoma) après sa fusion avec le Centre de formation des personnels du ministère de l'agriculture (CFPMA).
- Décret du 21 juillet 1971 : inspection sanitaire et qualitative des denrées alimentaires d'origine animale.
- 1973 : création de l’École nationale des services vétérinaires (ENSV).
- Décret du 2 juin 1976 : création de la Direction de la qualité (DQ) et en son sein d'une Inspection générale des laboratoires, qui succède à la Direction des services vétérinaires ; la DQ est aussi compétente pour la protection des végétaux et la qualité des aliments.
- 1981 : départ du Service de la répression des fraudes de la Direction de la qualité au nouveau secrétariat d’État à la consommation.
- Décret du 28 décembre 1984 : les DDSV deviennent un service au sein des Directions départementales de l'agriculture (DDA), le Directeur des services vétérinaires conservant cependant son titre et de l'autonomie.
- 1986 : création du Conseil général vétérinaire (CGV).
- 1987 : création de la Direction générale de l'alimentation (DGAL) qui succède à la DQ.
- 1988 : création du Centre national d'études vétérinaires et alimentaires (Cneva) qui rassemble le Laboratoire central de recherches vétérinaires (LCRV)  et les autres laboratoires vétérinaires ; intégration de l'IEMVT dans le Cirad, Centre de coopération internationale en recherche agronomique pour le développement.
- 1999 : création de l'Afssa (Agence française de sécurité sanitaire des aliments) qui intègre le Cneva, à la suite de la crise dite de la vache folle ; départ du Service des politiques industrielles agroalimentaires et du Bureau des signes officiels de qualité de la DGAL à la Direction des politiques économiques et internationales du ministère de l'Agriculture.
- Décret du 20 février 2002 : les DDSV redeviennent autonomes.
- Décret du 22 février 2002 : statut du corps des inspecteurs de la santé publique vétérinaire (ISPV).
- 2006 : création du Conseil général de l'alimentation, de l'agriculture et des espaces ruraux (CGAAER) qui intègre le CGV, l'Inspection générale de l'agriculture (IGA) et le Conseil général du génie rural, des eaux et des forêts (CGGREF).
- 2010 : création des Directions départementales interministérielles ; les DDSV sont intégrées dans les Directions départementales chargées de la protection des populations (DDPP et DDCSPP) ; tenue des États généraux du sanitaire (EGS).
- 2013 : création de l'ANSES, Agence nationale de sécurité sanitaire de l'alimentation, de l'environnement et du travail par fusion de l'AFSSA et de l'AFSSET
- Décret du 21 avril 2017 : nouveau statut du corps des inspecteurs de santé publique vétérinaire (ISPV).
- 2017 : tenue des États généraux de l'alimentation (EGAlim).
- 2023 : Création de la police sanitaire unique de l'alimentation. Après des années de gestion partagée entre la direction générale de l’alimentation et la direction générale de la concurrence, de la consommation et de la répression des fraudes, un pilotage unique de la police chargée de la sécurité sanitaire des aliments est mis en place sous l'égide du ministère chargé de l'Agriculture. Ainsi, depuis le 1er janvier 2023, la DGAL est compétente sur l'ensemble de la réglementation et des contrôles relatifs à la sécurité sanitaire de l’alimentation pour l'intégralité du champ de l'alimentation humaine et animale. En parallèle, certaines inspections en matière de sécurité sanitaire des aliments dans les établissements effectuant de la remise directe au consommateur (soit la vente de produits alimentaires dans les secteurs de la distribution, des métiers de bouche et de la restauration commerciale) sont déléguées à des organismes publics ou privés.

## Responsables des services vétérinaires français

### Chefs du service vétérinaire
- Emmanuel Leclainche : 1912-1929
- Henri Vallée : 1929-1934
- Victor Drouin : 1934-1936
- Camille Broussard : 1936-1944
- Pierre Vignardou : 1944-1949
- André Merle : 1949-1954
- Robert Vuillaume : 1954-1959
- Henri Gasse : 1959-1968

### Directeur des services vétérinaires
- Édouard Mathieu : 1968-1976
- Édouard Mathieu : 1976-1981 (fonction renommée en directeur de la Qualité)
- Gilbert Jolivet : 1981-1987

### Chefs des services vétérinaires
- Louis Perpère : 1987-1990
- Jacques Adroit : 1990-1992
- Georges Bedès : 1992-1995
- Bernard Vallat : 1995-2000
- Isabelle Chmitelin : 2001-2005
- Monique Eloit : 2005-2009
- Jean-Luc Angot : 2009-2015
- Loïc Evain : 2015-2021
- Emmanuelle Soubeyran : 2021-2024